# Ctenus guadalupei
Ctenus guadalupei este o specie de păianjeni din genul Ctenus, familia Ctenidae, descrisă de Mello-leitao, 1941.
Este endemică în Guadeloupe. Conform Catalogue of Life specia Ctenus guadalupei nu are subspecii cunoscute.